# Saint-Martin-des-Champs, Manche

Saint-Martin-des-Champs este o comună în departamentul Manche, Franța. În 1 ianuarie 2018 avea o populație de 2.362 de locuitori.